# Ефимов, Василий Владимирович
Василий Владимирович Ефимов (11 (23) октября 1857 — 3 (16) декабря 1902, Санкт-Петербург) — русский юрист, ординарный профессор Санкт-Петербургского университета, доктор гражданского права.

## Биография
Происходил из крестьян. Первоначальное образование получил в Санкт-Петербурге во 2-й классической гимназии.
Как отмечается в некрологе, Василий Владимирович был обязан своим увлечением римским правом именно обучению в гимназии: 

Из учителей своей гимназии покойный с величайшим уважением и благодарностью всегда вспоминал об учителе латинского языка Кёниге, которому приписывал своё влечение к римскому праву, вызванное в нём ещё на гимназической скамье. Кёниг по своему образованию был романист: в конце пятидесятых годов он был приват-доцентом римского права в Харьковском Университете, ему принадлежит обстоятельный некролог и биография Савиньи, помещенный в одном из номеров «Русского вестника»— П. П. Цитович 
Гимназический курс окончил в 1876 году, а в 1880 году — юридический факультет Петербургского университета со степенью кандидата и с золотой медалью за работу по римскому праву: «institutio heredis ex re certa». Оставленный при университете, в 1882 году выдержал экзамен на степень магистра (магистерская диссертация: «Очерки по истории древнеримского родства и наследования», 1885) и был избран факультетом в качестве преподавателя истории римского права.
После защиты докторской диссертации («Посильная ответственность должника по римскому праву», 1889) был назначен экстраординарным, а с 1891 года — ординарным профессором по кафедре римского права. После смерти Л. Б. Дорна, профессор Ефимов читал кроме истории, ещё часть догмы римского права. Он был первым профессором, приобретшим степень доктора гражданского права и занявшим кафедру римского права без поездки в иностранные университеты. Секретарь юридического факультета Санкт-Петербургского университета.
12 ноября 1902 года подал прошение об отставке в связи с болезнью и скончался 4 декабря того же года. Был похоронен на Волковском православном кладбище.

## Основные труды
- Лекции римского права / [Соч.] Пр. Ефимова. — Санкт-Петербург : тип. М. М. Стасюлевича, [1883]. — 312, 152 с.
- Очерки по истории древне-римского родства и наследования / [Соч.] В. В. Ефимова. — Санкт-Петербург : тип. В. С. Балашева, 1885. — X, 334 с.
- Посильная ответственность должника: [По рим. праву]: Исслед. beneficium competentiae В. В. Ефимова. — Санкт-Петербург: тип. В. С. Балашева, 1888. — [6], 300 с.
- Догма римского права: Лекции проф. В. В. Ефимова. [1-2]. — Санкт-Петербург : тип. В. С. Балашева, 1893—1894. — 2 т.
  - Особенная часть. — 1894. — 380, XII с.
  - Общая часть. — 1893. — 270 с.
  - переиздания:
    -  — Санкт-Петербург : тип. В. С. Балашева и К°, 1898. — 640 с.
    - …: Учеб. курс В. В. Ефимова, проф. Спб. ун-та. — Санкт-Петербург: кн. маг. А. Ф. Цинзерлинга, б. Мелье и К°, 1901. — 640 с.
- Ефимов В. В. Терминология догмы римского права. Одесса, 1910.

- Отчет о состоянии и деятельности Императорского С.-Петербургского университета за 1894 год: С прил. речи проф. В. А. Жуковского / Сост. проф. В. В. Ефимовым. — Санкт-Петербург: Г. Шахт, 1895. — [1], 160 с.

- Лекции по истории римского права / [Соч.] Проф. С.-Петерб. ун-та В. В. Ефимова. — Санкт-Петербург: тип. В. С. Балашева и К°, 1898. — 491, [3] с.

### Статьи
- «О мусульманском браке» («Журнал гражданского и уголовного права», 1883)
- «Наследование римлян в завещанном имуществе» («Юридическая Летопись»[3], 1890)